# Vánoce v Kanadě
Vánoce v Kanadě (v anglickém originále It's Christmas in Canada) je patnáctý díl sedmé řady amerického animovaného televizního seriálu Městečko South Park.

## Děj
U Broflovských se začne řešit jedna nepříjemná záležitost. Objevili se totiž biologičtí rodiče Ika, kteří přicestovali z Kanady a chtějí ho k sobě zpět. Lidé z města se proto vzdají svých vánočních dárků a vyberou peníze pro Ikův návrat zpět do Ameriky. Stan, Kyle, Kenny a Cartman se proto rozhodnou na nic nečekat a odcestují do Kanady, aby Ika přivezli sami.